# Dusicyon avus
O Dusicyon avus, também referida como warrah argentina, é uma espécie de canídeo extinta, nativo da América do Sul durante os períodos pleistocênico e Holoceno. Sendo de mediano porte, aproximadamente do tamanho de um pastor-alemão. Seu parente mais próximo era a raposa-das-malvinas (Dusicyon australis), que essencialmente é apenas um descendente insular de D. avus. Aparentemente sobreviveu até recentemente, talvez há 400 anos.

## Faixa
A espécie se distribuía pelos pampas e pela Patagônia, nas partes centro-sul e sul da América do Sul, com a distribuição estimada em 762.351 km². Seus fósseis foram achados na Formação Luján, na Argentina, na Formação Chui, no Brasil, na Caverna Milodón, no Chile e na Formação Sopas do Uruguai.

## Dieta e Ecologia
A D. avus era mais carnívora que as contemporâneas espécies de raposas, provavelmente atacando pequenos mamíferos, mas também atuando como necrófagos em grandes carniças. Isso lhe dá contraste com a raposa-das-falkland, cuja dieta se restringia à aves marítimas e filhotes de focas disponíveis nas Ilhas Malvinas. Morfologicamente, tanto a warrah-argentina quando a warrah-das-falklands eram mais similares aos chacais africanos, sugerindo semelhança no nicho ecológico exercido. O que sugeriria que deveriam ser predadores secundários no ecossistema, mas mais especializados em presas pequenas.